# André Hennaert
André Hennaert est un escrimeur et pongiste handisport français. Au cours de sa longue carrière, Hennaert participe à sept éditions des Jeux paralympiques entre 1968 et 1992. 
Le nombre de médailles à mettre à son effectif est sujet à estimations. Elles se situent dans une fourchette de neuf à douze médailles d'or, ce qui, dans les deux cas, constitue le record de titres obtenus en escrime aux Jeux paralympiques ; et un total de seize à dix-neuf médailles : de quatorze à dix-sept en escrime et deux en tennis de table.

## Biographie
André Hennaert est né le 10 aout 1938. Il perd l'usage de ses jambes au cours de la Guerre d'Algérie, touché à la colonne vertébrale, par un tir ennemi, dans une embuscade. Rendu paraplégique, il apprend à s'adapter à sa nouvelle et difficile condition, tout en reconnaissant rétrospectivement avoir énormément appris sur ses propres facultés, ses ressources en tant qu'être humain.
Sa rééducation passe par la pratique du sport. Il excelle en tennis de table, discipline de ses premiers exploits aux Jeux paralympiques en 1972 et en escrime, qui constituera, plus tard, la grande majorité de son palmarès. Il participe à ses premiers Jeux paralympiques en 1968 à Tel-Aviv et, en 1972 à Heidelberg, il est médaillé de bronze en tennis de table. En 1976 c'est en escrime qu'il brille, décrochant deux médailles d'or en sabre (individuel et par équipes). Deux médailles d'or de plus en escrime suivent en 1980 (fleuret par équipes et sabre par équipes). Ses meilleurs Jeux sont ceux de 1984, durant lesquels il glane quatre médailles d'or en fleuret et sabre, en individuel et par équipes. En 1988 et 1992, ce sont les épreuves par équipes qui lui permettent d'étoffer sa collection de médailles d'or (quatre au total) tandis qu'en individuel, il récolte quatre médailles de bronze. Il récolte ainsi, sur Sept Jeux paralympiques, un total de dix-neuf médailles. 
Au cours de sa carrière et à la suite de sa retraite sportive, Hennaert s'investit dans la construction d'une institution du sport paralympique français : la Fédération Française Handisport. Il en devient le vice-président en 1977. Il est encore en poste de nos jours.

## Distinctions
- Commandeur de l'Ordre de la Légion d'Honneur par décret du 21 mars 2008[2]. Officier du 21 mars 1985.
- Commandeur de l'Ordre national du Mérite par décret du 14 novembre 2000[3].

## Sources